# Jordad kontakt

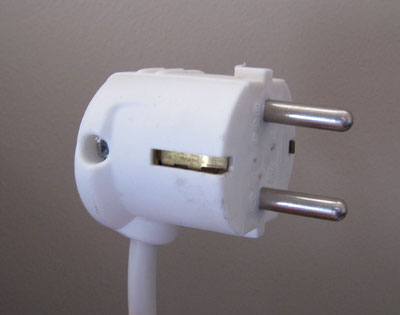
Jordad kontakt för Schuko-systemet.

En jordad kontakt är ett elektriskt kontaktdon (vanligen för nätström, exempelvis 230 volt), som förutom de två strömledarna även har en ledare för skyddsjord. Den typ av jordad kontakt (Schuko) som används i bland annat Sverige och Tyskland har två metallskenor som förbinder till två stift i vägguttaget och på så sätt skyddsjordar den inkopplade apparaten.